# 門羅 (紐約州村)
門羅（英語：Monroe）是位於美國紐約州奧蘭治縣的村。

## 人口
根據2020年美國人口普查的數據，門羅的面積為9.21平方千米，當中陸地面積為9.05平方千米，而水域面積為0.17平方千米。當地共有人口9343人，而人口密度為每平方千米1,014人。